# Museo Municipal de Tosa de Mar
El Museo Municipal de Tosa de Mar (en catalán Museu Municipal de Tossa de Mar) es un edificio del municipio de Tosa de Mar (Selva). Es un edificio de tres plantas y cubierta de doble vertiente que se sostiene en la muralla la torre d'Es Codolar. La estructura se complementa con un patio posterior, situado a una altura inferior a la de la fachada principal. Es un bien declarado bien cultural de interés nacional.

## Descripción
La fachada es enlucida y pintada de color ocre amarillento. En la planta baja encontramos dos aperturas, una puerta y una ventana. El portal es adintelado, con grandes bloques de piedra en forma de arco de medio punto. Ante la puerta, antes del umbral, hay una piedra de molino como estera de bienvenida integrada en el empedrado de la calle. La ventana, pequeña y rectangular, está enmarcada de piedra y tiene una reja de hierro forjado. Su dintel está formado por dos bloques que le dan una ligera arcuación conopial. El primer piso tiene tres ventanas, de las cuales destaca la que se encuentra sobre el acceso principal: un ventanal gótico con arco conopial de talón, polilobulado y con decoración vegetal en las impostas. El alféizar está moldurado y se conservan los bloques que sirven de base al ventanal bajo el umbral. Detrás la ventana, adentro, hay dos banquetes de piedra integrados para sentarse. El segundo piso tiene cuatro ventanas, dos de arco de medio punto sobre la puerta y la ventana principales, una de arco deprimido cóncavo y una ventana de modillones enmarcada de piedra. En el interior se puede ver por dentro de la torre de se Guijarral, convertida en sala de exposición

## Edificio
El edificio, protegido por la muralla y la torre d'Es Codolar (siglo XIV), era la residencia de los administradores de los abades de Santa Maria de Ripoll, que fueron hasta 1835 los señores feudales de Tosa. Siguiendo los pasos de Jaume Villalonga i Balam (1861-1904), primer pintor en valorar el paisaje de Tosa, empezaron a residir y frecuentar Tosa otros pintores como Juan Roig y Soler, Juan Brull y Vinyolas y Lluís Masriera y Rosés hasta que, a principio de los años 30, se convirtió en punto de reunión internacional de intelectuales de todo tipo. En 1934, Rafael Benet y Vancells sintetizó aquel momento de eclosión cultural en un escrito titulado "Tossa, babel de las artes". Entre estos intelectuales, destacan el filósofo Paul Ludwig Landsberg, el poeta Jules Suepervielle, el arquitecto Fritz Marcus, el escultor Jean Matisse, el escultor Enric Casanovas y Roy, el escritor Georges Bataille y los pintores Serge Brignoni, Jean Metzinger, Georges Kars, Oswald Petersen, Pere Créixamns, Marc Chagall, André Masson, Tadashi Kaminagai, Rudolf Levy, Peter Janssen, Arthur Kampf, Émile Sabouraud, Oscar Zügel... El edificio, adosado a la torre del homenaje, denominada d'Es Codolar, fue comprado por el Ayuntamiento a la familia Falguera en 1974, y actualmente hace la función de museo municipal de Tosa.

## Historia
Fue fundado en 1935 por iniciativa de un grupo de intelectuales que vivían en Tossa, entre los que se encontraban el arqueólogo Alberto del Castillo, el escultor Enric Casanovas, los pintores catalanes Rafel Benet, Pere Créixams y Lola Bech, y el checo George Kars. El museo nació con la finalidad de recoger el testigo de artistas de todas partes que habían hecho de Tossa una población costera que comenzaba a ser descubierta por el turismo motivo de inspiración de su obra.
Se considera que fue  el primer museo de arte contemporáneo del Estado español, inaugurado en 1935 y dirigido por Vicenç Esteban i Darder. En el museo se conservan y difunden obras de algunos de los artistas mencionados así como restos de la villa romana de los Almendros (Tosa), entre otros. El once de septiembre de 1985 se inauguró la restauración de las instalaciones del nuevo Museo Municipal, llevadas a cabo por el arquitecto Jordi Ambrós. Hasta entonces, la fachada había sido de piedra. Actualmente el museo es uno de los puntos de interés para los turistas y visitantes de la Villa Vieja de Tosa de Mar.
El museo de Tosa se inauguró el 1 de septiembre de 1935, con un fondo formado por pintura, escultura y dibujo contemporáneo, junto a los hallazgos arqueológicos procedentes de la villa romana de los Almendros, gracias al impulso de varios intelectuales que veraneaban a la villa, entre los cuales destacan Rafel Benet, Pere Créixams, Enric Casanovas, Lola Bech, George Kars, entre otros. El primer director del Museo fue el arqueólogo Alberto del Castillo Yurrita
En 1934 la Generalidad de Cataluña se hizo cargo de la restauración del edificio del Museo de Tosa de Mar, y en 1938 editó el catálogo con las obras que integraban el fondo del museo. La guerra civil española y la II Guerra Mundial, interrumpieron la pujanza de esta institución museística. Acabada la Guerra Civil, el museo pasó a formar parte de la Diputación de Barcelona. En enero de 1966, la Diputación de Barcelona traspasó el museo al Ayuntamiento de Tssa de Mar, cediendo la totalidad del fondo al Ayuntamiento. A partir de este momento, el museo se convirtió en "Museo Municipal de Tosa".

## Colección

### Arte
Durante el periodo de entreguerras llegan a Tosa artistas procedentes de toda Europa, entre ellos, Olga Sacharoff. Pero durante los cinco primeros años de los años treinta, Tosa se llena de artistas de diversas disciplinas. La mayoría eran alemanes de origen judío que ya presentían, a raíz de los primeros decretos antisemitas, el horror que tendría lugar más adelante. Marc Chagall, André Masson, Jean Metzinger, Georges Kars, entre otros, fueron algunos de los artistas que se instalaron en Tosa. Se produjo una confluencia de las vanguardias nunca vista. Fue una época tan ecléctica que Rafael Benet calificó Tosa como la “Babel de las Artes”.
Obras destacadas
- Mar menuda: Jaume Vilallonga fue uno de los primeros artistas que convirtieron Tosa en fuente de inspiración. Y sobre todo la dieron a conocer. Vinculado familiarmente a la población, no hay rincón de Tosa que no haya pintado. Vilallonga estudió en la Lonja de Barcelona y después en la Escuela de Bellas Artes de San Fernando y en la Escuela Oficial de Bellas Artes de Madrid. Más adelante, se marchó a París, en 1888, para estudiar en la Academia Colarossi. Aunque generacionalmente está en contacto con el modernismo, Vilallonga derivó hacia el realismo.
- Niño: Juan Brull es uno de los pintores que se pueden considerar simbolistas, sobre todo por sus obras de ninfas y mujeres de agua. Estudió en la Lonja. Pintó muchos retratos, algunos de estilo simbolista con atmósferas etéreas y otros más realistas, como la pieza que os presentamos. Brull estuvo muy vinculado a Tosa; su mujer había nacido en la villa. Las piezas de este pintor forman parte de la colección del Dr. Ignasi Melé.
- Pique Nique (Picnic), 1916 - 1918. Olga Sacharoff (Tiflis, 1889 – Barcelona, 1967) formó parte integrante de la primera hornada de artistas extranjeros que vinieron a Tosa. Lo hizo acompañada de su marido, el fotógrafo inglés Otto Lloyd, y de los pintores Albert Gleizes, Sonia Delaunay, Francis Picabia, Gabrielle Buffet, Marie Laurencin... Casi todos ellos establecidos en París, con el estallido de la Primera Guerra Mundial, la mayoría se instalaron en Barcelona. En Tosa, Olga Sacharoff pintó una serie de obras tituladas Pique.Nique.
- El violinista celeste: En Tosa, en 1934, Marc Chagall quedó cautivado por el paisaje y especialmente por su gama de azules. La mayoría de obras que creó son acuarelas y gouaches. En El Violinista Celeste, Chagall hace una evocación de Vitebsk. El paisaje se observa a través de una ventana de azules intensos y nos señala el límite entre el interior y el exterior. Chagall desde Tosa, desde el ahora y el aquí, recuerda el paisaje de su infancia. El violinista podría ser una evocación de su tío, que tocaba el violín en las celebraciones rituales judías y con quien tuvo una estrecha y afectuosa relación, especialmente durante su infancia.
- Batalla de insectos. André Masson. Masson llegó a Tosa en 1934 y se estableció durante dos años. Estuvo acompañado en muchas ocasiones por el escritor y teórico del movimiento surrealista, Georges Bataille. Desde Tosa, ambos realizaron varios artículos que se publicaron en la revista surrealista Acéphale. En dicha población, trabajaron una temática especialmente vinculada con la naturaleza como la Batalla de Insectos, que puede verse en el museo. André Masson dejó Tosa a raíz del estallido de la guerra civil española.
- L’anglaise (La inglesa): Georges Kars fue uno de los fundadores del Museo de Tosa. Kars, checo de origen judío, también formó parte de la hornada de artistas que huían de Europa. Se estableció en Tosa pero tuvo que irse en el año 1936 con el estallido de la Guerra Civil. Kars tuvo un final trágico en Ginebra al verse perseguido por la Gestapo. El pintor incluso se compró una casa en Tosa, y era un miembro muy activo de la comunidad de artistas. De estilo figurativo colorista, en Tosa pintó sobre todo paisajes, y cabe decir que la figura femenina ocupa un lugar destacado en su obra.
- Barcas varadas, 1935. Rafael Benet. Benet fue uno de los dinamizadores del ambiente artístico de la villa. Su relación con Tosa se inicia en el año 1927. Pintor y crítico de arte, Rafael Benet publicó un artículo titulado “Tosa, Babel de les Arts”, en la revista Art 1934, donde hace una exhaustiva relación de todos los artistas que habitaban en la villa, y del ambiente artístico que se respiraba en Tosa a principios de los años treinta del siglo XX. En Tosa, pintó las playas, los lugares de encuentro, especialmente el Cafè d’en Biel, donde se reunían los artistas que residían en la localidad.

### Sección arqueológica
La Villa dels Ametllers fue descubierta por el Dr. Ignasi Melé en el año 1914. Se trata de una de las villas romanas más importantes de la provincia de la Tarraconense. La villa era un establecimiento agrícola dedicado a la producción de vino de gran consumo. La villa está distribuida en dos ámbitos: la pars urbana y la pars rural. En la pars rural podemos ver la base de la prensa y las estructuras destinadas mayoritariamente al almacenaje. La pars urbana es noble y nos da una idea del lujo de la villa en el s. II d. C. En la pars urbana destacan el triclinum, el templete, las termas, el hallazgo de un comedor de invierno y el sofisticado sistema de reutilización del agua. Las piezas escultóricas encontradas en la Villa Romana dels Ametllers se pueden contemplar en el Museo Municipal de Tosa, así como el mosaico de Vitalis.